# Frederick Samuel Fish
Frederick Samuel Fish (Newark, 8 febbraio 1852 – 13 agosto 1936) è stato un imprenditore, politico e avvocato statunitense.
All'inizio della sua carriera era un avvocato di successo, ma in seguito entrò in Studebaker grazie al matrimonio con Grace, figlia di John Studebaker. Ne diventò presidente nel 1909 e presidente del consiglio di amministrazione dal 1915 al 1935. Fu decisivo nell'introduzione della fabbricazione di automobili, accanto ai carri Studebaker. Il suo primo modello era un'auto elettrica, la Studebaker Electric. Successivamente la produzione si diversificò anche per vetture a benzina.

## La prima parte della sua vita
I suoi genitori erano il reverendo Henry Clay Fish e Clarissa Jones. Frequentò la Newark Academy ed entrò nella University of Rochester dove conseguì il Bachelor in giurisprudenza nel 1873. Fece pratica poi da avvocato e fu ammesso al New Jersey Bar nel 1876, dove esercitò questa pratica a Newark ed a New York dal 1876 al 1890 .

## La carriera politica
Prima di entrare in Studebaker Frederick Fish fu un politico . È stato city attorney (cioè l'avvocato che rappresenta la città) di Newark (1880-1884), membro della New Jersey General Assembly e componente del senato del New Jersey eletto nel collegio della Contea di Essex (1885-1887). In quest'ultimo, fu eletto presidente nell'ultimo anno di permanenza.

## La carriera in Studebaker
Nel 1891 Frederick Fish sposò Grace, la figlia di John Studebaker, ed entrò in azienda come direttore e avvocato . Nel 1897 divenne dirigente .. Era un entusiasta del volo, ben prima dei fratelli Wright. 
Già nel 1895 aveva in mente di far produrre alla Studebaker dei carri senza cavalli, e di conseguenza nel 1897 l'azienda aveva un ingegnere che lavorava su veicoli a motore . Frederick Fish può essere considerato come la prima persona che iniziò la produzione di veicoli a motore in un'azienda che nel XIX secolo era la più grande costruttrice del mondo di carri e carrozze. Nel 1919 lui e suo figlio Frederick Studebaker Fish furono menzionati nel libro scritto da Albert Russel Erskine sulla storia della Studebaker 